# Hôtel Goblet d'Alviella
L'hôtel Goblet d'Alviella est un hôtel particulier situé à Saint-Gilles.

## Localisation
L'hôtel particulier est situé rue Faider 10 à Saint-Gilles.